# Giacomo Vaghi
Giacomo Vaghi   (Como, 21 de novembre de 1901 - Roma, 29 d'abril de 1978) fou un cantant d'òpera italià de la corda de baix.
Va estudiar a Milà i va debutar el 1925 al Teatro San Carlo de Nàpols a Manon.
Després d'aparèixer diverses vegades a Bolonya, l'any 1928 va arribar al Teatro dell'Opera di Roma, on va representar durant aproximadament una dècada el baix de referència en un ampli repertori, incloent, a més del més títols importants Verdians, les estrenes mundials de The Stranger d'Ildebrando Pizzetti, The Srewd Widow  de Ermanno Wolf-Ferrari, Cecilia de Licinio Refice i Cyrano de Bergeracde Franco Alfano. També va tenir l'oportunitat d'actuar al La Scala, Florència, Arena di Verona, Gran Teatro La Fenice de Venècia.
També va tenir una notable carrera internacional, apareixent a Buenos Aires de 1937 a 41 i a l'Metropolitan Opera el 1946 i 47 (La bohème com Colline, La Gioconda com Alvise, Rigoletto com Sparafucile). També va dirigir els últims anys de la seva carrera a un alt nivell amb aparicions a principis dels anys cinquanta a Florència, Roma i a la Royal Opera House de Londres, on el 1952 va participar en una edició històrica de Norma (Bellini) protagonitzada per Maria Callas. Va tancar les seves operacions el 1956.
A més dels papers principals del repertori italià del segle XIX (El barber de Sevilla com Don Basilio, La sonnambula com el comte Rodolfo, La favorita com Baldassare, Don Carlo com Filippo, Simon Boccanegra com Fiesco, Ernani com Silva, La forza del destino com Padre Guardiano, etc.) també es van enfrontar a Richard Wagner (Die Meistersinger von Nürnberg, Tristan und Isolde, Tannhäuser), el paper principal a  Boris Godunov i títols menys comuns en aquell moment, com ara Lucrezia Borgia, Khovanshchina, Il Guarany, Fidelio.

## Discografia
- La bohème, amb Bidu Sayão, Ferruccio Tagliavini, John Brownlee, Ghita Taghi, dir. Antonio Guarnieri - en directe Rio de Janeiro 1946; ed. Lyric Distribution
- La Gioconda, amb Zinka Milanov, Richard Tucker, Leonard Warren, Risë Stevens, dir. Emil Cooper - en directe Metropolitan 1946; ed. Myto
- Il trovatore, amb Jussi Björling, Stella Roman, Leonard Warren, Margaret Harshaw, dir. Emil Cooper - en directe Metropolitan 1947; ed. WHR/Myto
- Rigoletto, amb Leonard Warren, Hjordis Schymberg, Jan Peerce, dir. Cesar Sodero - en directe Metropolitan 1947; ed. Bensar
- Ernani, amb Gino Penno, Caterina Mancini, Giuseppe Taddei, dir. Fernando Previtali - en directe RAI-Roma 1950; ed. Cetra
- Luisa Miller (Conte Walter), amb Lucy Kelston, Giacomo Lauri Volpi, Scipio Colombo, Mitì Truccato Pace, dir. Mario Rossi; ed. Cetra 1951
- Norma, amb Maria Callas, Ebe Stignani, Mirto Picchi, Joan Sutherland, dir. Vittorio Gui - en directe Londres 1952; ed. Legato Classics/EMI